# Aphyllanthes monspeliensis
Aphyllanthes monspeliensis L.  è una pianta della famiglia delle Asparagacee. È l'unica specie nota del genere Aphyllantes.L. e della sottofamiglia Aphyllanthoideae Lindl..

## Etimologia
Aphyllanthes è una definizione che tende a sottolineare la totale assenza di foglie. Il nome specifico oltre a precisarne l'areale ovest-mediterraneo di distribuzione, deriva dal fatto che, così come per molte piante dello stesso areale, la determinazione venne fatta presso la sede universitaria di Montpellier.

### Nome comune
Italiano: Brancò/Afillante di Montpellier; English: Blue grass lily; Deutsch: Binsenlilie; Español:  Junquillo de flor azul; Français: Aphyllanthe de Montpellier

## Descrizione
Pianta erbacea perenne con portamento cespuglioso, alta 20 - 30 cm; rizoma orizzontale breve; fusti giunchiformi gracili, glauchi, afilli, avvolti alla base da guaine brunastre raramente prolungate in una lamina breve. Foglie assimilatrici assenti. Fiori isolati o o a gruppi di due o tre in fascetto apicale di un fusto giunchiforme; corolla avvolta alla base da un calicetto membranoso che persiste anche attorno al frutto; tepali saldati solo alla base, lunghi 1.5 cm, blu, azzurro-pallidi o talvolta anche bianchi, con una linea blu scuro; stimma unico.

## Distribuzione e Habitat
Steno-Medit. - Entità mediterranea in senso stretto (con areale limitato alle coste mediterranee: area dell'Olivo).
Steno-Medit.-Occid. - Bacino occidentale del Mediterraneo, dalla Liguria alla Spagna ed Algeria.
Prati aridi, garighe dal livello del mare fino a 800 metri.

## Tassonomia
Il Sistema Cronquist includeva questa specie tra le Liliaceae.
In precedenza la sottofamiglia Aphyllanthoideae era considerata come famiglia separata, Aphyllanthaceae. 

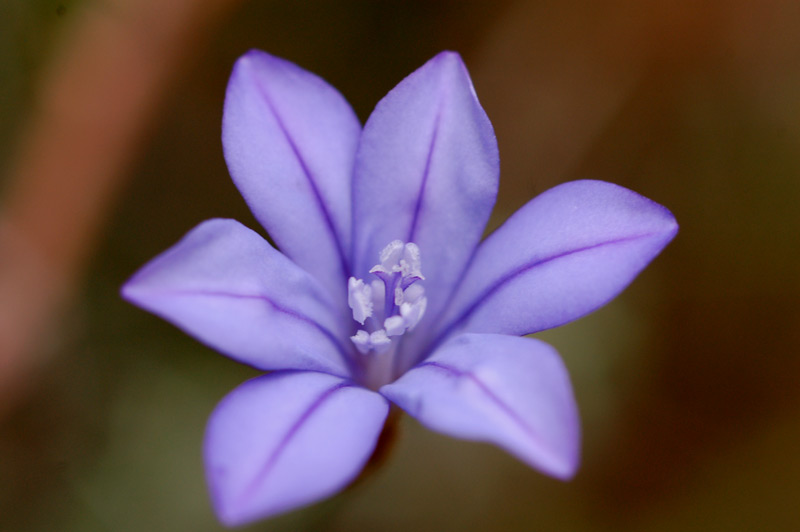
Aphyllanthes Monspeliensis L visto da sopra

La classificazione APG IV la riconosce come sottofamiglia della famiglia Asparagaceae.

## Curiosità e Utilizzi
Il nome volgare “Brancò” è ligure, in particolare della provincia di Savona, ma è considerato dal Pignatti esteso a tutto il territorio italiano. Presso il confine con la Francia Aphyllanthes monspeliensis viene invece chiamato “Abragòn” o “Brustiarie”; quest'ultimo nome indica un antico utilizzo della pianta per la fabbricazione di spazzole. È anche scarsamente utilizzata nel giardinaggio, nonostante sia una pianta adatta a giardini rocciosi o a formare gruppi compatti molto decorativi nel periodo della fioritura ma gradevoli anche negli altri periodi dell'anno. Oltre a questi utilizzi non ne sono conosciuti altri.